# Эфизий

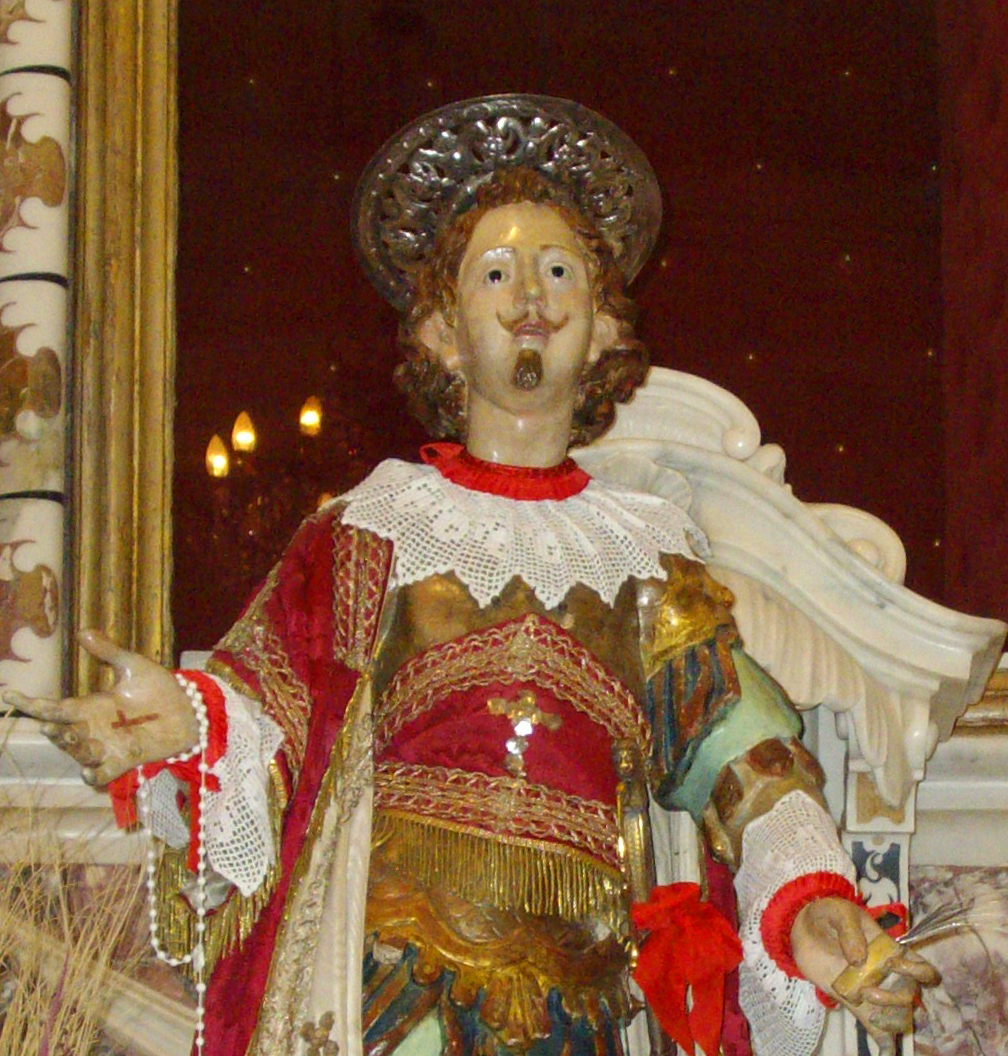
Статуя св. Эфизия в освящённом в честь него храме, Кальяри.

Эфизий (250—303) — святой мученик Сардинский. День памяти — 15 января.
О житии святого Эфизия Сардинского (Ephysius of Sardinia) почти ничего не известно, кроме свидетельства о его мученической кончине. Он считается покровителем города Пиза и Сардинии. Он особенно почитаем в Кальяри, Сардиния, где в освящённом в его честь храме (Chiesa di Sant’Efisio) почивает часть его мощей, в то время как его остальные мощи почивают в Пизе.
Храмы, освящённые в его честь, имеются также в Пуле (Chiesa di Sant’Efisio (Nora)) и в Куарту-Сант'Элена (Chiesa di Sant’Efisio (Quartu Sant’Elena)).